# Рынок Эстермальм
Рынок Эстермальм (швед. Östermalms saluhall) — крытый продуктовый рынок в центре Стокгольма. 

## Общее описание
Своё название рынок получил от название района Стокгольма, в котором расположен — Эстермальм. В главный зал ведут 3 входа, кроме того по периметру расположены отдельные торговые помещения. Площадь торгового зала составляет приблизительно 3000 м².
В основу проекта были положены образцы французского и итальянского зодчества, главные архитекторы — Исак Густав Класон и Каспер Салин.

## История
Здание Эстермальмского рынка было возведено в 1888 году. Строительство велось под патронатом короля Оскара II. Строительство кирпичного здания обошлось в миллион крон и закончилось в рекордные сроки 6 месяцев. Во время строительства над проектом работало одновременно от 300 до 500 работников.
Через несколько лет после открытия, помещения рынка стали использовать для офисов в связи с повышением цен на аренду, что вынудило торговцев съехать. Ситуация изменилась в 1914 после запрещения торговли в неположеных местах.
На данное время на рынке продаются деликатесы, продукты питания. Также на территории рынка расположены рестораны и кафе.

## Галерея изображений
- Интерьер 1975
- Интерьер 1975
- Интерьер 2007
- Интерьер 2012
- Фрагмент фасада